# Казахстан на зимових Олімпійських іграх 2022
Казахстан взяв участь у зимових Олімпійських іграх 2022, що тривали з 4 до 20 лютого в Пекіні (Китай).
Ковзанярка Катерина Айдова і шорт-трекіст Абзаль Ажгалієв несли прапор своєї країни на церемонії відкриття.

## Спортсмени
Кількість спортсменів, що беруть участь в Іграх, за видами спорту.
| Вид спорту          | Чоловіки | Жінки | Загалом |
| ------------------- | -------- | ----- | ------- |
| Гірськолижний спорт | 1        | 1     | 2       |
| Біатлон             | 2        | 1     | 3       |
| Лижні перегони      | 2        | 5     | 7       |
| Фристайл            | 3        | 6     | 9       |
| Лижне двоборство    | 1        | 0     | 1       |
| Шорт-трек           | 3        | 2     | 5       |
| Стрибки з трампліна | 2        | 0     | 2       |
| Ковзанярський спорт | 3        | 2     | 5       |
| Загалом             | 17       | 17    | 34      |

## Гірськолижний спорт
Від Казахстану на ігри кваліфікувалися один гірськолижник і одна гірськолижниця, що відповідали базовому кваліфікаційному критерію.
| Спортсмен           | Дисципліна                    | 1-й спуск | 1-й спуск | 2-й спуск    | 2-й спуск    | Сума         | Сума         |
| Спортсмен           | Дисципліна                    | Час       | Місце     | Час          | Місце        | Час          | Місце        |
| ------------------- | ----------------------------- | --------- | --------- | ------------ | ------------ | ------------ | ------------ |
| Захар Кучин         | Гігантський слалом (чоловіки) | НФ        | НФ        | Не потрапив  | Не потрапив  | Не потрапив  | Не потрапив  |
| Олександра Троїцька | Слалом (жінки)                | НФ        | НФ        | Не потрапила | Не потрапила | Не потрапила | Не потрапила |

## Біатлон
Завдяки рейтингу країни в Кубку світу 2020—2021 і Кубку світу 2021—2022 від Казахстану на ігри кваліфікувались два чоловіки і одна жінка.
| Спортсмен         | Дисципліна                         | Час     | Хиби        | Місце |
| ----------------- | ---------------------------------- | ------- | ----------- | ----- |
| Владислав Кірєєв  | Індивідуальні перегони (чоловіки)  | 52:29.2 | 0 (0+0+0+0) | 25    |
| Олександр Мухін   | Індивідуальні перегони (чоловіки)  | 55:00.4 | 4 (1+1+0+2) | 52    |
| Олександр Мухін   | Перегони переслідування (чоловіки) | 47:45.0 | 8 (3+1+2+2) | 57    |
| Владислав Кірєєв  | Спринт (чоловіки)                  | 27:21.7 | 1 (1+0)     | 77    |
| Олександр Мухін   | Спринт (чоловіки)                  | 26:37.2 | 1 (1+0)     | 49    |
| Галина Вишневська | Індивідуальні перегони (жінки)     | 49:32.3 | 1 (0+1+0+0) | 44    |
| Галина Вишневська | Перегони переслідування (жінки)    | 41:47.9 | 4 (1+0+0+3) | 52    |
| Галина Вишневська | Спринт (жінки)                     | 23:22.6 | 1 (1+0)     | 52    |

## Лижні перегони
Від Казахстану кваліфікувалися два лижники і п'ять лижниць.
Чоловіки
| Спортсмен       | Дисципліна                        | Класичний стиль | Класичний стиль | Вільний стиль | Вільний стиль | Фінал     | Фінал       | Фінал |
| Спортсмен       | Дисципліна                        | Час             | Місце           | Час           | Місце         | Час       | Відставання | Місце |
| --------------- | --------------------------------- | --------------- | --------------- | ------------- | ------------- | --------- | ----------- | ----- |
| Віталій Пухкало | 15 км класичним стилем (чоловіки) | Н/Д             | Н/Д             | Н/Д           | Н/Д           | 40:39.6   | +2:44.8     | 25    |
| Євген Величко   | 15 км класичним стилем (чоловіки) | Н/Д             | Н/Д             | Н/Д           | Н/Д           | 41:27.3   | +3:32.5     | 40    |
| Віталій Пухкало | 30 км скіатлон                    | 41:36.8         | 24              | 41:32.1       | 39            | 1:23:45.1 | +7:35.3     | 32    |
| Євген Величко   | 30 км скіатлон                    | 44:20.9         | 53              | КОЛО          | КОЛО          | КОЛО      | КОЛО        | 57    |

Жінки
| Спортсменка                                                   | Дисципліна             | Класичний стиль | Класичний стиль | Вільний стиль | Вільний стиль | Загалом   | Загалом     | Загалом |
| Спортсменка                                                   | Дисципліна             | Час             | Місце           | Час           | Місце         | Час       | Відставання | Місце   |
| ------------------------------------------------------------- | ---------------------- | --------------- | --------------- | ------------- | ------------- | --------- | ----------- | ------- |
| Ксенія Шалигіна                                               | 10 км класичним стилем | Н/Д             | 32:09.9         | +4:03.6       | 53            |           |             |         |
| Ангеліна Шурига                                               | 10 км класичним стилем | Н/Д             | 32:08.8         | +4:02.5       | 52            |           |             |         |
| Надія Степашкіна                                              | 10 км класичним стилем | Н/Д             | 32:27.2         | +4:20.9       | 57            |           |             |         |
| Валерія Тюленєва                                              | 10 км класичним стилем | Н/Д             | 32:52.1         | +4:45.8       | 59            |           |             |         |
| Ксенія Шалигіна                                               | 15 км скіатлон         | 25:25.9         | 44              | 24:21.5       | 45            | 50:37.7   | +6:24.0     | 48      |
| Ангеліна Шурига                                               | 15 км скіатлон         | 26:05.6         | 50              | 24:13.2       | 43            | 50:55.3   | +6:41.6     | 49      |
| Надія Степашкіна                                              | 15 км скіатлон         | 27:26.4         | 58              | 25:20.1       | 58            | 53:35.3   | +9:21.6     | 58      |
| Валерія Тюленєва                                              | 15 км скіатлон         | 26:07.8         | 51              | 24:41.6       | 52            | 51:30.8   | +7:17.1     | 51      |
| Ірина Бикова                                                  | 30 км вільним стилем   | Н/Д             | 1:42:42.0       | +17:48.0      | 54            |           |             |         |
| Ангеліна Шурига                                               | 30 км вільним стилем   | Н/Д             | 1:36:29.6       | +11:35.6      | 42            |           |             |         |
| Надія Степашкіна                                              | 30 км вільним стилем   | Н/Д             | 1:39:38.8       | +14:44.8      | 49            |           |             |         |
| Ксенія Шалигіна Ангеліна Шурига Надія Степашкіна Ірина Бикова | естафета 4×5 км        | Н/Д             | Н/Д             | Н/Д           | Н/Д           | 1:01:15.4 | +7:34.4     | 15      |

Спринт
Чоловіки
| Спортсмен       | Дисципліна | Кваліфікація | Кваліфікація | Чвертьфінал | Чвертьфінал | Півфінал    | Півфінал    | Фінал       | Фінал       |
| Спортсмен       | Дисципліна | Час          | Місце        | Час         | Місце       | Час         | Місце       | Час         | Місце       |
| --------------- | ---------- | ------------ | ------------ | ----------- | ----------- | ----------- | ----------- | ----------- | ----------- |
| Віталій Пухкало | Спринт     | 3:06.31      | 66           | Не потрапив | Не потрапив | Не потрапив | Не потрапив | Не потрапив | Не потрапив |
| Євген Величко   | Спринт     | 3:04.52      | 62           | Не потрапив | Не потрапив | Не потрапив | Не потрапив | Не потрапив | Не потрапив |

Жінки
| Спортсменка                      | Дисципліна       | Кваліфікація | Кваліфікація | Чвертьфінал  | Чвертьфінал  | Півфінал     | Півфінал     | Фінал        | Фінал        |
| Спортсменка                      | Дисципліна       | Час          | Місце        | Час          | Місце        | Час          | Місце        | Час          | Місце        |
| -------------------------------- | ---------------- | ------------ | ------------ | ------------ | ------------ | ------------ | ------------ | ------------ | ------------ |
| Ірина Бикова                     | Спринт           | 3:42.70      | 68           | Не потрапила | Не потрапила | Не потрапила | Не потрапила | Не потрапила | Не потрапила |
| Ксенія Шалигіна                  | Спринт           | 3:41.55      | 67           | Не потрапила | Не потрапила | Не потрапила | Не потрапила | Не потрапила | Не потрапила |
| Ангеліна Шурига                  | Спринт           | 3:35.93      | 60           | Не потрапила | Не потрапила | Не потрапила | Не потрапила | Не потрапила | Не потрапила |
| Надія Степашкіна                 | Спринт           | 3:32.56      | 51           | Не потрапила | Не потрапила | Не потрапила | Не потрапила | Не потрапила | Не потрапила |
| Ксенія Шалигіна Надія Степашкіна | Командний спринт | Н/Д          | Н/Д          | Н/Д          | Н/Д          | 24:57.59     | 10           | Не потрапила | 19           |

## Фристайл
Акробатика
Чоловіки
| Шерзод Хаширбаєв | Акробатика | 109.74 | 15 | 69.23 | 13 | Не потрапив | Не потрапив | Не потрапив | 19 |

Жінки
| Спортсмен             | Дисципліна | Кваліфікація | Кваліфікація | Кваліфікація | Кваліфікація | Фінал        | Фінал        | Фінал        | Фінал        | Фінал        | Фінал |
| Спортсмен             | Дисципліна | 1-й стрибок  | 1-й стрибок  | 2-й стрибок  | 2-й стрибок  | 1-й стрибок  | 1-й стрибок  | 2-й стрибок  | 2-й стрибок  | Фінал        | Фінал |
| Спортсмен             | Дисципліна | Бали         | Місце        | Бали         | Місце        | Бали         | Місце        | Бали         | Місце        | Бали         | Місце |
| --------------------- | ---------- | ------------ | ------------ | ------------ | ------------ | ------------ | ------------ | ------------ | ------------ | ------------ | ----- |
| Жанбота Алдабергенова | Акробатика | 80.56        | 12           | 80.56        | 7            | Не потрапила | Не потрапила | Не потрапила | Не потрапила | Не потрапила | 13    |
| Акмаржан Калмурзаєва  | Акробатика | 70.86        | 19           | 98.68        | 1 Q          | 71.23        | 11           | Не потрапила | Не потрапила | Не потрапила | 11    |

Змішані
| Шерзод Хаширбаєв Жанбота Алдабергенова Акмаржан Калмурзаєва | Змішані команди | DNS | DNS | Не потрапили | Не потрапили |

Могул
Чоловіки
| Спортсмен      | Дисципліна | Кваліфікація | Кваліфікація | Кваліфікація | Кваліфікація | Кваліфікація | Кваліфікація | Кваліфікація | Кваліфікація | Фінал       | Фінал       | Фінал       | Фінал       | Фінал       | Фінал       | Фінал       | Фінал       | Фінал       | Фінал       | Фінал       | Фінал       |
| Спортсмен      | Дисципліна | 1-й спуск    | 1-й спуск    | 1-й спуск    | 1-й спуск    | 2-й спуск    | 2-й спуск    | 2-й спуск    | 2-й спуск    | 1-й спуск   | 1-й спуск   | 1-й спуск   | 1-й спуск   | 2-й спуск   | 2-й спуск   | 2-й спуск   | 2-й спуск   | 3-й спуск   | 3-й спуск   | 3-й спуск   | 3-й спуск   |
| Спортсмен      | Дисципліна | Час          | Бали         | Загалом      | Місце        | Час          | Бали         | Загалом      | Місце        | Час         | Бали        | Загалом     | Місце       | Час         | Бали        | Загалом     | Місце       | Час         | Бали        | Загалом     | Місце       |
| -------------- | ---------- | ------------ | ------------ | ------------ | ------------ | ------------ | ------------ | ------------ | ------------ | ----------- | ----------- | ----------- | ----------- | ----------- | ----------- | ----------- | ----------- | ----------- | ----------- | ----------- | ----------- |
| Павло Колмаков | Могул      | 24.85        | 58.86        | 74.09        | 17           | 25.18        | 54.74        | 69.54        | 11           | Не потрапив | Не потрапив | Не потрапив | Не потрапив | Не потрапив | Не потрапив | Не потрапив | Не потрапив | Не потрапив | Не потрапив | Не потрапив | Не потрапив |
| Дмитро Рейхерд | Могул      | 25.25        | 60.73        | 75.43        | 12           | 25.24        | 60.18        | 74.90        | 7 Q          | 24.78       | 61.58       | 76.90       | 9 QF        | 25.32       | 62.16       | 76.77       | 8           | Не потрапив | Не потрапив | Не потрапив | Не потрапив |

Жінки
| Спортсменка        | Дисципліна | Кваліфікація | Кваліфікація | Кваліфікація | Кваліфікація | Кваліфікація | Кваліфікація | Кваліфікація | Кваліфікація | Фінал        | Фінал        | Фінал        | Фінал        | Фінал        | Фінал        | Фінал        | Фінал        | Фінал        | Фінал        | Фінал        | Фінал        |
| Спортсменка        | Дисципліна | 1-й спуск    | 1-й спуск    | 1-й спуск    | 1-й спуск    | 2-й спуск    | 2-й спуск    | 2-й спуск    | 2-й спуск    | 1-й спуск    | 1-й спуск    | 1-й спуск    | 1-й спуск    | 2-й спуск    | 2-й спуск    | 2-й спуск    | 2-й спуск    | 3-й спуск    | 3-й спуск    | 3-й спуск    | 3-й спуск    |
| Спортсменка        | Дисципліна | Час          | Бали         | Загалом      | Місце        | Час          | Бали         | Загалом      | Місце        | Час          | Бали         | Загалом      | Місце        | Час          | Бали         | Загалом      | Місце        | Час          | Бали         | Загалом      | Місце        |
| ------------------ | ---------- | ------------ | ------------ | ------------ | ------------ | ------------ | ------------ | ------------ | ------------ | ------------ | ------------ | ------------ | ------------ | ------------ | ------------ | ------------ | ------------ | ------------ | ------------ | ------------ | ------------ |
| Аяулим Амренова    | Могул      | 29.97        | 52.59        | 66.82        | 16           | 30.45        | 52.09        | 65.78        | 12           | Не потрапила | Не потрапила | Не потрапила | Не потрапила | Не потрапила | Не потрапила | Не потрапила | Не потрапила | Не потрапила | Не потрапила | Не потрапила | Не потрапила |
| Юлія Галишева      | Могул      | DNS          | DNS          | DNS          | DNS          | 30.47        | 55.55        | 69.21        | 9 Q          | 29.61        | 60.34        | 74.97        | 7 Q          | 29.83        | 35.36        | 49.74        | 11           | Не потрапила | Не потрапила | Не потрапила | Не потрапила |
| Анастасія Городько | Могул      | DNF          | DNF          | DNF          | DNF          | 28.97        | 52.12        | 67.47        | 11           | Не потрапила | Не потрапила | Не потрапила | Не потрапила | Не потрапила | Не потрапила | Не потрапила | Не потрапила | Не потрапила | Не потрапила | Не потрапила | Не потрапила |
| Олеся Граур        | Могул      | 33.29        | 44.69        | 57.18        | 23           | 32.05        | 26.60        | 38.48        | 18           | Не потрапила | Не потрапила | Не потрапила | Не потрапила | Не потрапила | Не потрапила | Не потрапила | Не потрапила | Не потрапила | Не потрапила | Не потрапила | Не потрапила |

## Лижне двоборство
| Спортсмен       | Дисципліна                               | Стрибки з трампліна | Стрибки з трампліна | Стрибки з трампліна | Лижні перегони | Лижні перегони | Загалом | Загалом |
| Спортсмен       | Дисципліна                               | Відстань            | Бали                | Місце               | Час            | Місце          | Час     | Місце   |
| --------------- | ---------------------------------------- | ------------------- | ------------------- | ------------------- | -------------- | -------------- | ------- | ------- |
| Чінгіз Ракпаров | Індивідуальний нормальний трамплін/10 км | 79.5                | 69.9                | 38                  | 27:51.1        | 41             | 32:03.1 | 41      |
| Чінгіз Ракпаров | Індивідуальний великий трамплін/10 км    | 111.5               | 69.6                | 38                  | 30:07.5        | 46             | 34:48.5 | 43      |

## Шорт-трек
Від Казахстану на Ігри кваліфікувалися три шорт-трекісти і одна шорт-трекістка. Країна отримала одне додаткове квотне місце для жінки, щоб змогти взяти участь у змішаній естафеті.
| Спортсмен         | Дисципліна             | Попередній заїзд | Попередній заїзд | Чвертьфінал  | Чвертьфінал  | Півфінал     | Півфінал     | Фінал        | Фінал        |
| Спортсмен         | Дисципліна             | Час              | Місце            | Час          | Місце        | Час          | Місце        | Час          | Місце        |
| ----------------- | ---------------------- | ---------------- | ---------------- | ------------ | ------------ | ------------ | ------------ | ------------ | ------------ |
| Абзаль Ажгалієв   | 500 метрів (чоловіки)  | 40.870           | 1 Q              | 40.643       | 3 q          | 40.462       | 2 FA         | 40.869       | 4            |
| Аділь Галіахметов | 500 метрів (чоловіки)  | 40.722           | 2 Q              | 40.925       | 5            | Не потрапив  | Не потрапив  | Не потрапив  | Не потрапив  |
| Денис Никиша      | 500 метрів (чоловіки)  | 40.482           | 1 Q              | 40.355       | 1 Q          | 41.005       | 4 FB         | 41.329       | 8            |
| Аділь Галіахметов | 1000 метрів (чоловіки) | 1:24.855         | 3                | Не потрапив  | Не потрапив  | Не потрапив  | Не потрапив  | Не потрапив  | Не потрапив  |
| Аділь Галіахметов | 1500 метрів (чоловіки) | Н/Д              | Н/Д              | 2:11.823     | 2 Q          | 2:18.291     | 4 ADVA       | 2:11.584     | 8            |
| Денис Никиша      | 1500 метрів (чоловіки) | Н/Д              | Н/Д              | PEN          | PEN          | Не потрапив  | Не потрапив  | Не потрапив  | Не потрапив  |
| Ольга Тихонова    | 1000 метрів (жінки)    | 1:56.438         | 3                | Не потрапила | Не потрапила | Не потрапила | Не потрапила | Не потрапила | Не потрапила |

Змішані
| Спортсмени                                          | Дисципліна      | Чвертьфінал | Чвертьфінал | Півфінал | Півфінал | Фінал    | Фінал |
| Спортсмени                                          | Дисципліна      | Час         | Місце       | Час      | Місце    | Час      | Місце |
| --------------------------------------------------- | --------------- | ----------- | ----------- | -------- | -------- | -------- | ----- |
| Абзаль Ажгалієв Яна Хан Денис Никиша Ольга Тихонова | естафета 2000 м | 2:43.004    | 3 q         | 2:42.575 | 3 QB     | 2:44.148 | 5     |

## Стрибки з трампліна
Чоловіки
| Спортсмен       | Дисципліна          | Кваліфікація | Кваліфікація | Кваліфікація | Перший раунд | Перший раунд | Перший раунд | Фінал       | Фінал       | Фінал       | Загалом     | Загалом     |
| Спортсмен       | Дисципліна          | Відстань     | Бали         | Місце        | Відстань     | Бали         | Місце        | Відстань    | Бали        | Місце       | Бали        | Місце       |
| --------------- | ------------------- | ------------ | ------------ | ------------ | ------------ | ------------ | ------------ | ----------- | ----------- | ----------- | ----------- | ----------- |
| Сергій Ткаченко | Великий трамплін    | 103.0        | 60.7         | 54           | Не потрапив  | Не потрапив  | Не потрапив  | Не потрапив | Не потрапив | Не потрапив | Не потрапив | Не потрапив |
| Данило Васильєв | Великий трамплін    | 98.5         | 69.4         | 51           | Не потрапив  | Не потрапив  | Не потрапив  | Не потрапив | Не потрапив | Не потрапив | Не потрапив | Не потрапив |
| Сергій Ткаченко | Нормальний трамплін | 68.0         | 43.1         | 50 Q         | 95.0         | 110.3        | 41           | Не потрапив | Не потрапив | Не потрапив | Не потрапив | Не потрапив |
| Данило Васильєв | Нормальний трамплін | 70.5         | 46.2         | 49 Q         | 92.0         | 101.0        | 46           | Не потрапив | Не потрапив | Не потрапив | Не потрапив | Не потрапив |

## Ковзанярський спорт
| Спортсмен       | Дисципліна             | Заїзд   | Заїзд |
| Спортсмен       | Дисципліна             | Час     | Місце |
| --------------- | ---------------------- | ------- | ----- |
| Іван Аржаніков  | 500 метрів (чоловіки)  | 35.82   | 28    |
| Дмитро Морозов  | 1500 метрів (чоловіки) | 1:47.01 | 18    |
| Катерина Айдова | 500 метрів (жінки)     | 1:59.01 | 18    |
| Катерина Айдова | 1500 метрів (жінки)    | 38.54   | 20    |
| Надія Морозова  | 1500 метрів (жінки)    | 1:56.85 | 14    |
| Надія Морозова  | 3000 метрів (жінки)    | 4:04.97 | 13    |